# Cophotylus aurora
Cophotylus aurora is een rechtvleugelig insect uit de familie veldsprinkhanen (Acrididae). De wetenschappelijke naam van deze soort is voor het eerst geldig gepubliceerd in 1907 door Heinrich Hugo Karny.